# Парламентские выборы в Швейцарии (1863)

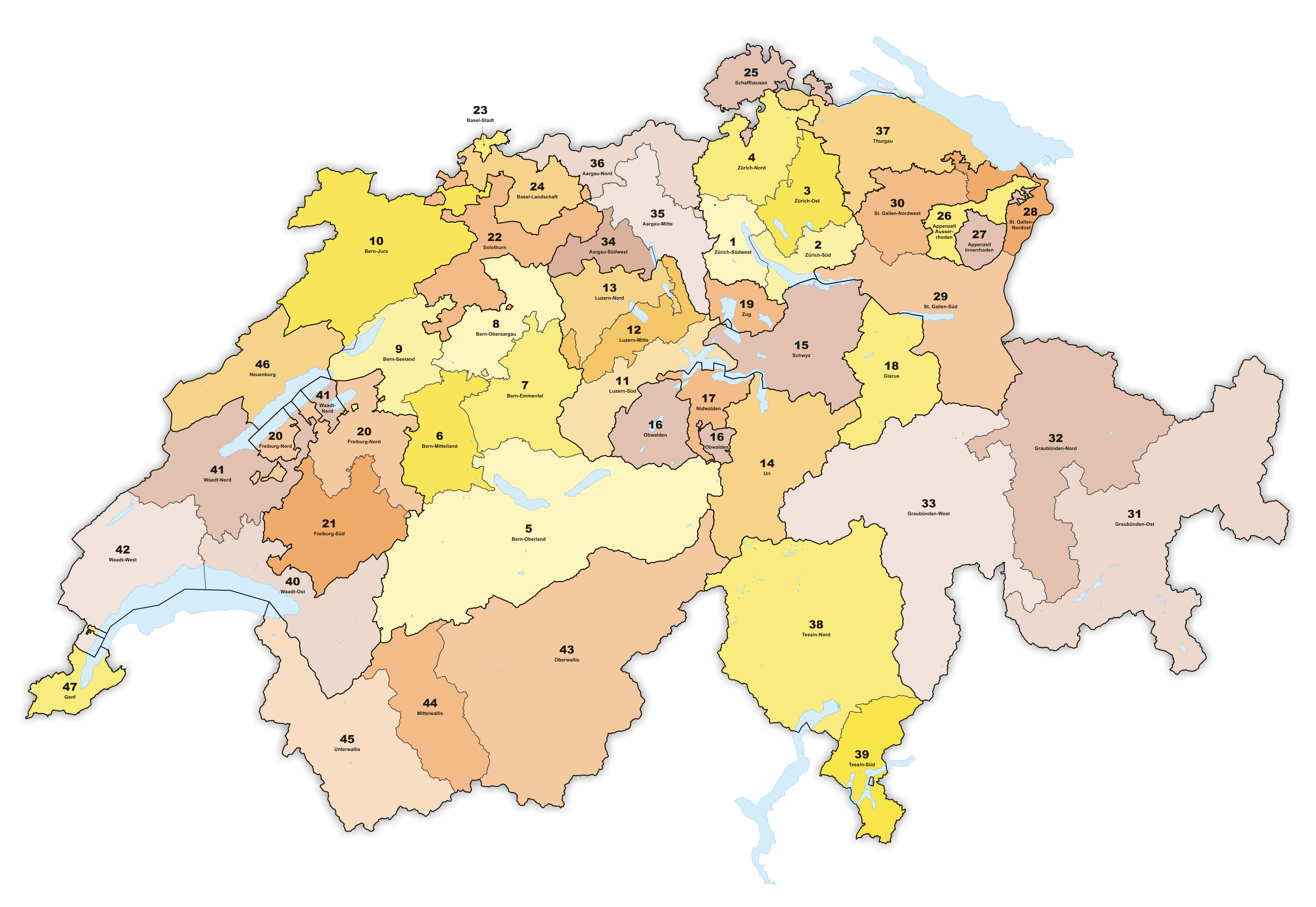
Карта Швейцарии, разделённая на 47 избирательных округов.

Парламентские выборы в Швейцарии проходили 25 октября 1863 года. По сравнению с предыдущими выборами 1860 года Национальный совет был расширен до 128 мест при сокращении количества избирательных округов с 49 до 47.
Радикально-левая партия, хотя и осталась крупнейшей парламентской партией, впервые с 1848 года потеряла абсолютное большинство, получиив 59 из 128 мест Национального совета.

## Избирательная система
128 депутатов Национального совета избирались в 47 одно-и многомандатных округах. Распределение мандатов было пропорционально населению: одно место парламента на 20 тыс. граждан. 
Голосование проводилось по системе в три тура. В первом и втором туре для избрания кандидат должен был набрать абсолютное большинство голосов, в третьем туре достаточно было простого большинства. Каждый последующий тур проводился после исключения кандидата, набравшего наименьшее число голосов. В шести кантонах (Аппенцелль-Иннерроден, Аппенцелль-Аусерроден, Гларус, Нидвальден, Обвальден и Ури) члены Национального совета избирались кантональными советами.

## Результаты

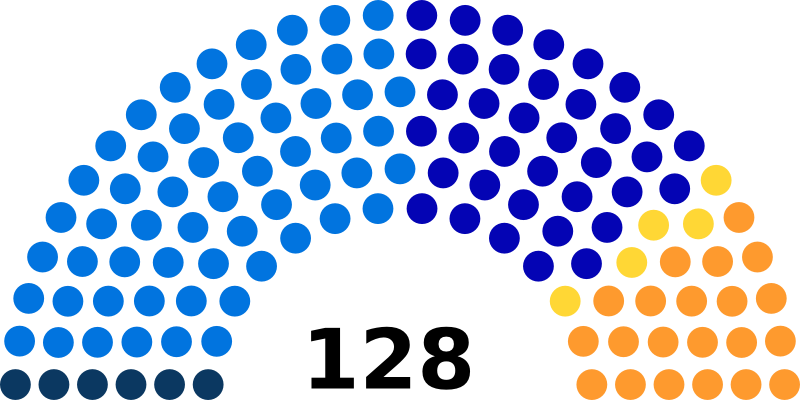
Распределение мест в Национальном совете (1863).

В кантоне Шаффхаузен с обязательным голосованием явка была наивысшей 88,2 %, а в кантоне Цюрих — наименьшей 18,6 %.
|  | Партия                               | Голосов | %    | Мест | +/– |
|  | Радикально-левые                     |         | 44,1 | 59   | –5  |
|  | Либеральные центристы                |         | 23,8 | 37   | 0   |
|  | Католические правые                  |         | 19,0 | 21   | +6  |
|  | Левые демократы                      |         | 6,7  | 6    | +5  |
|  | Правые евангелисты                   |         | 4,6  | 5    | +2  |
|  | Независимые                          |         | 1,8  | 0    | 0   |
|  | Всего                                | 259 398 | 100  | 128  | +8  |
|  | Зарегистрированных избирателей/ Явка | 556 738 | 46,6 | –    | –   |
|  | Источник: BFS                        |         |      |      |     |